# Сања Савић (албум)
Сања Савић је четврти и последњи музички албум српске певачице Сање Савић пре него што се повукла са музичке сцене. Издат је 1996. године за ПГП РТС. Музику је писао Александар Савић, а текстове сама певачица, на овом албуму се налази и изворна народна песма Благуно Дејче. Снимљен је музички спот за песму Па шта, док је песму Благујно дејче певачица отпевала са Станишом Стошићем.

## Списак песама
1. Па шта
2. Сад је крај
3. Шта је то
4. Дрина
5. Врање
6. Благуно дејче
7. С тобом никада
8. Грешно чедо